# Saison 1941-1942 de la LNH
Saison précédente Saison suivante
La saison 1941-1942 est la 25e saison régulière de la Ligue nationale de hockey. Les sept équipes engagées dans la course à la Coupe Stanley ont joué 48 matchs chacune.

## Saison régulière
Cette saison est la dernière saison d'une des franchises historiques de la Ligue : les Americans de New York. L'équipe change de nom, et de ville de base, le 15 septembre 1942 pour devenir les Americans de Brooklyn. La franchise fait ses débuts au cours de la saison 1888 dans l'Association de hockey amateur sous le nom de Bulldogs de Québec. Ils deviennent par la suite les Tigers de Hamilton mais sont délocalisés à la fin de la saison 1924-1925. Ils deviennent alors les Americans de New York. La nouvelle équipe pour la saison 1941-1942 s'entraîne dans Brooklyn mais continue de jouer ses matchs à domicile dans le Madison Square Garden.
Il s'agit de la dernière saison avec sept équipes et par la même occasion le début de ce qui est appelé plus tard The Original Six, en français « les six équipes originales », et le début de l'ère moderne du hockey Nord-Américain. Le 15 mars 1942, Lynn Patrick inscrit deux buts pour donner le premier titre de champion de la LNH des Rangers de New York.

### Classement final
Les six premières équipes sont qualifiées pour les séries éliminatoires.
| Clt   | Équipe                 | PJ | V  | D  | N | BP  | BC  | Pts |
| ----- | ---------------------- | -- | -- | -- | - | --- | --- | --- |
| +001, | Rangers de New York    | 48 | 29 | 17 | 2 | 177 | 143 | 60  |
| +002, | Maple Leafs de Toronto | 48 | 27 | 18 | 3 | 158 | 136 | 57  |
| +003, | Bruins de Boston       | 48 | 25 | 17 | 6 | 160 | 118 | 56  |
| +004, | Black Hawks de Chicago | 48 | 22 | 23 | 3 | 145 | 155 | 47  |
| +005, | Red Wings de Détroit   | 48 | 19 | 25 | 4 | 140 | 147 | 42  |
| +006, | Canadiens de Montréal  | 48 | 18 | 27 | 3 | 134 | 173 | 39  |
| +007, | Americans de Brooklyn  | 48 | 16 | 29 | 3 | 133 | 175 | 35  |

- Vainqueur du trophée Prince de Galles
- Qualifié pour les séries éliminatoires

### Meilleurs pointeurs
Le classement des pointeurs est dominé par les Rangers de New York : Bryan Hextall termine premier avec 54 points, deux points devant son coéquipier Lynn Patrick alors que Phil Watson est quatrième avec 52 réalisations. Seul Don Grosso de Détroit se glisse entre les joueurs des Rangers pour compter 53 points.
| Joueur         | Équipe   | PJ | B  | A  | Pts | Pun |
| -------------- | -------- | -- | -- | -- | --- | --- |
| Hextall, Bryan | New York | 48 | 24 | 32 | 56  | 30  |
| Patrick, Lynn  | New York | 47 | 32 | 22 | 54  | 18  |
| Grosso, Don    | Détroit  | 45 | 23 | 30 | 53  | 13  |
| Watson, Phil   | New York | 48 | 15 | 37 | 52  | 58  |
| Abel, Sid      | Détroit  | 48 | 18 | 31 | 49  | 45  |

## Séries éliminatoires de la Coupe Stanley

### Tableau récapitulatif
|  | Quarts de finale | Quarts de finale              | Quarts de finale | Quarts de finale       |                               |                               | Demi-finales                  | Demi-finales                  | Demi-finales                    | Demi-finales                    |                                 |                                 | Finale        | Finale        | Finale        | Finale        |
|  |                  |                               |                  |                        |                               |                               |                               |                               |                                 |                                 |                                 |                                 |               |               |               |               |
|  |                  |                               |                  |                        |                               |                               | 22, 24 et 26 mars             | 22, 24 et 26 mars             | 22, 24 et 26 mars               | 22, 24 et 26 mars               |                                 |                                 | 29 et 31 mars | 29 et 31 mars | 29 et 31 mars | 29 et 31 mars |
|  |                  |                               |                  |                        |                               |                               | 22, 24 et 26 mars             | 22, 24 et 26 mars             | 22, 24 et 26 mars               | 22, 24 et 26 mars               |                                 |                                 | 29 et 31 mars | 29 et 31 mars | 29 et 31 mars | 29 et 31 mars |
|  |                  |                               |                  |                        |                               |                               | 22, 24 et 26 mars             | 22, 24 et 26 mars             | 22, 24 et 26 mars               | 22, 24 et 26 mars               |                                 |                                 | 29 et 31 mars | 29 et 31 mars | 29 et 31 mars | 29 et 31 mars |
|  |                  |                               |                  |                        |                               |                               | 22, 24 et 26 mars             | 22, 24 et 26 mars             | 22, 24 et 26 mars               | 22, 24 et 26 mars               |                                 |                                 | 29 et 31 mars | 29 et 31 mars | 29 et 31 mars | 29 et 31 mars |
|  |                  |                               |                  |                        |                               |                               | 22, 24 et 26 mars             | 22, 24 et 26 mars             | 22, 24 et 26 mars               | 22, 24 et 26 mars               |                                 |                                 | 29 et 31 mars | 29 et 31 mars | 29 et 31 mars | 29 et 31 mars |
|  | 1re              | Red Wings de Détroit          | 2                | 2                      |                               |                               |                               |                               |                                 |                                 |                                 |                                 | 29 et 31 mars | 29 et 31 mars | 29 et 31 mars | 29 et 31 mars |
|  | 1re              | Red Wings de Détroit          | 2                | 2                      |                               |                               |                               |                               |                                 |                                 |                                 |                                 | 29 et 31 mars | 29 et 31 mars | 29 et 31 mars | 29 et 31 mars |
|  |                  |                               | 2e               | Canadiens de Montréal  | 1                             | 1                             |                               |                               |                                 |                                 |                                 |                                 | 29 et 31 mars | 29 et 31 mars | 29 et 31 mars | 29 et 31 mars |
|  |                  |                               |                  |                        | 1                             | 1                             |                               |                               |                                 |                                 |                                 |                                 | 29 et 31 mars | 29 et 31 mars | 29 et 31 mars | 29 et 31 mars |
|  |                  | 21, 22, 24, 28, 29 et 31 mars |                  |                        |                               |                               |                               |                               |                                 |                                 |                                 |                                 | 29 et 31 mars | 29 et 31 mars | 29 et 31 mars | 29 et 31 mars |
|  |                  |                               |                  |                        |                               |                               |                               |                               |                                 |                                 |                                 |                                 | 29 et 31 mars | 29 et 31 mars | 29 et 31 mars | 29 et 31 mars |
|  | 1re              | Bruins de Boston              | 0                | 0                      |                               |                               |                               |                               |                                 |                                 |                                 |                                 |               |               |               |               |
|  | 1re              | Bruins de Boston              | 0                | 0                      |                               |                               |                               |                               |                                 |                                 |                                 |                                 |               |               |               |               |
|  |                  |                               | 5e               | Red Wings de Détroit   | 2                             | 2                             |                               |                               |                                 |                                 |                                 |                                 |               |               |               |               |
|  |                  |                               |                  |                        | 2                             | 2                             |                               |                               |                                 |                                 |                                 |                                 |               |               |               |               |
|  |                  |                               |                  |                        |                               |                               |                               |                               |                                 |                                 |                                 |                                 |               |               |               |               |
|  |                  |                               |                  |                        |                               |                               |                               |                               |                                 |                                 |                                 |                                 |               |               |               |               |
|  | 3e               | Rangers de New York           | 2                | 2                      | Match pour la troisième place | Match pour la troisième place | Match pour la troisième place | Match pour la troisième place |                                 |                                 |                                 |                                 |               |               |               |               |
|  | 3e               | Rangers de New York           | 2                | 2                      | Match pour la troisième place | Match pour la troisième place | Match pour la troisième place | Match pour la troisième place | 22, 24 et 26 mars               |                                 |                                 |                                 |               |               |               |               |
|  |                  |                               | 5e               | Maple Leafs de Toronto | 4                             | 4                             |                               |                               | 4, 7, 9, 12, 14, 16 et 18 avril | 4, 7, 9, 12, 14, 16 et 18 avril | 4, 7, 9, 12, 14, 16 et 18 avril | 4, 7, 9, 12, 14, 16 et 18 avril |               |               |               |               |
|  | 5e               | Bruins de Boston              | 5e               | Maple Leafs de Toronto | 4                             | 4                             | 2                             | 2                             | 4, 7, 9, 12, 14, 16 et 18 avril | 4, 7, 9, 12, 14, 16 et 18 avril | 4, 7, 9, 12, 14, 16 et 18 avril | 4, 7, 9, 12, 14, 16 et 18 avril |               |               |               |               |
|  | 5e               | Bruins de Boston              |                  |                        |                               |                               |                               | 2                             |                                 |                                 | Maple Leafs de Toronto          | Maple Leafs de Toronto          | 4             | 4             |               |               |
|  | 6e               | Black Hawks de Chicago        | 1                | 1                      |                               |                               |                               |                               |                                 |                                 | Maple Leafs de Toronto          | Maple Leafs de Toronto          | 4             | 4             |               |               |
|  | 6e               | Black Hawks de Chicago        | 1                | 1                      | Red Wings de Détroit          | Red Wings de Détroit          | 3                             | 3                             |                                 |                                 |                                 |                                 |               |               |               |               |
|  |                  |                               |                  |                        |                               |                               |                               |                               |                                 |                                 |                                 |                                 |               |               |               |               |

### Finale
Après trois rencontres, les Maple Leafs sont menés 3 matchs à 0. Clarence « Happy » Day l'entraîneur de l'équipe décide de bouleverser son équipe en choisissant de mettre sur le banc Gordie Drillon, Hank Goldup et Wilfred « Bucko » McDonald pour faire jouer Don Metz, Gaye Stewart et Ernie Dickens. Cette décision réveille les autres joueurs des Maple Leafs qui renversent la situation et remportent les quatre rencontres suivantes pour gagner la Coupe Stanley. C'est la première fois qu'un tel retournement de situation se passe au hockey sur glace dans le sport professionnel Nord-Américain. Lors du cinquième match de la finale, Syl Apps inscrit deux buts et trois passes pour cinq points. Dans les buts de Toronto, Turk Broda ne concède que sept buts lors des quatre dernières rencontres de la finale.
| 4 avril | Maple Leafs de Toronto | 2-3 | Red Wings de Détroit | Maple Leaf Gardens |

| 7 avril | Maple Leafs de Toronto | 2-4 (0-2, 1-0, 1-2) | Red Wings de Détroit | Maple Leaf Gardens |

| Feuille de match | Feuille de match                                                                    | Feuille de match        | Feuille de match | Feuille de match |
| ---------------- | ----------------------------------------------------------------------------------- | ----------------------- | --- | ---------------- |
|                  | - 31 min 13 s — S. Schriner (B. Taylor - W. Stanowski) - 54 min 39 s — W. Stanowski | 1-0 2-0 2-1 3-1 4-1 4-2 | D. Grosso (E. Wares) — 11 min 47 s M. Bruneteau (C. Liscombe) — 14 min 17 s - D. Grosso (E. Wares) — 44 min 15 s G. Brown (E. Bush - C. Liscombe) — 50 min 6 s - |                  |
| T. Broda         | Gardiens                                                                            | J. Mowers               | |                  |
|                  |                                                                                     |                         | |                  |
|                  |                                                                                     |                         | |                  |

| 9 avril | Red Wings de Détroit | 5-2 (2-2, 2-0, 1-0) | Maple Leafs de Toronto | Olympia Stadium 13 000 spectateurs |

| Feuille de match | Feuille de match | Feuille de match            | Feuille de match                                                                    | Feuille de match |
| ---------------- | --- | --------------------------- | ----------------------------------------------------------------------------------- | ---------------- |
|                  | - 18 min 20 s — G. Brown (E. Bush - J. Stewart) 18 min 48 s — J. Carveth (E. Bush - A. Brown) 33 min 12 s — P. McReavy (D. Grosso - E. Bush) 35 min 11 s — S. Howe (D. Grosso - E. Bush) 47 min 11 s — E. Bush (C. Liscombe) | 1-0 2-0 2-1 2-2 2-3 2-4 2-5 | L. Carr (B. Taylor - R. Kampman) — 15 min 36 s L. Carr (B. Taylor) — 16 min 6 s - - |                  |
| J. Mowers        | Gardiens | T. Broda                    |                                                                                     |                  |
|                  | |                             |                                                                                     |                  |
|                  | |                             |                                                                                     |                  |

| 12 avril | Red Wings de Détroit | 3-4 (0-0, 2-2, 1-2) | Maple Leafs de Toronto | Olympia Stadium 13 600 spectateurs |

| Feuille de match | Feuille de match | Feuille de match            | Feuille de match | Feuille de match         |
| ---------------- | --- | --------------------------- | --- | ------------------------ |
|                  | 21 min 32 s — M. Bruneteau (A. Motter) 29 min 8 s — S. Abel (D. Grosso - E. Wares) - 44 min 18 s — C. Liscombe (S. Howe - M. Bruneteau) - | 0-1 0-2 1-2 2-2 2-3 3-3 4-3 | - B. Davidson (P. Langelle - J. McCreedy) — 33 min 54 s L. Carr (B. Taylor - S. Schriner) — 35 min 20 s - S. Apps (W. Stanowski - N. Metz) — 46 min 15 s N. Metz (D. Metz - S. Apps) — 52 min 46 s | Arbitrage : Mel Hardwood |
| J. Mowers        | Gardiens | T. Broda                    | | Arbitrage : Mel Hardwood |
|                  | |                             | | Arbitrage : Mel Hardwood |
|                  | |                             | | Arbitrage : Mel Hardwood |

| 14 avril | Maple Leafs de Toronto | 9-3 (2-0, 5-0, 2-3) | Red Wings de Détroit | Maple Leaf Gardens |

| Feuille de match | Feuille de match | Feuille de match                                | Feuille de match | Feuille de match                          |
| ---------------- | --- | ----------------------------------------------- | --- | ----------------------------------------- |
|                  | 9 min 24 s — N. Metz (S. Apps - W. Stanowski) 15 min 13 s — W. Stanowski 21 min 59 s — B. Goldham 24 min 11 s — S. Schriner (B. Taylor) 34 min 11 s — D. Metz (S. Apps - N. Metz) 34 min 29 s — S. Apps (D. Metz - B. Goldham) 36 min 43 s — D. Metz (N. Metz) - 45 min 31 s — D. Metz (S. Apps - W. Stanowski) 49 min 20 s — S. Apps (D. Metz) - | 0-1 0-2 0-3 0-4 0-5 0-6 0-7 1-7 1-8 1-9 2-9 3-9 | - S. Howe (J. McCreedy - C. Liscombe) — 43 min 12 s - A. Motter (S. Howe) — 53 min 57 s C. Liscombe (S. Howe) — 55 min 39 s | Arbitrage : K. Clancy A. Wilcox A. Joliat |
| T. Broda         | Gardiens | J. Mowers                                       | | Arbitrage : K. Clancy A. Wilcox A. Joliat |
|                  | |                                                 | | Arbitrage : K. Clancy A. Wilcox A. Joliat |
|                  | |                                                 | | Arbitrage : K. Clancy A. Wilcox A. Joliat |

| 16 avril | Red Wings de Détroit | 0-3 (0-0, 0-1, 0-2) | Maple Leafs de Toronto | Olympia Stadium |

| Feuille de match | Feuille de match | Feuille de match | Feuille de match                                                                                  | Feuille de match |
| ---------------- | ---------------- | ---------------- | ------------------------------------------------------------------------------------------------- | ---------------- |
|                  | -                | 1-0 2-0 3-0      | D. Metz — 20 min 14 s B. Goldham (S. Schriner) — 53 min 32 s B. Taylor (S. Schriner) — 54 min 4 s |                  |
| J. Mowers        | Gardiens         | T. Broda         |                                                                                                   |                  |
|                  |                  |                  |                                                                                                   |                  |
|                  |                  |                  |                                                                                                   |                  |

| 18 avril | Maple Leafs de Toronto | 3-1 (0-0, 0-1, 3-0) | Red Wings de Détroit | Maple Leaf Gardens |

| Feuille de match | Feuille de match | Feuille de match | Feuille de match                                 | Feuille de match |
| ---------------- | --- | ---------------- | ------------------------------------------------ | ---------------- |
|                  | - 47 min 47 s — S. Schriner (L. Carr - B. Taylor) 49 min 44 s — P. Langelle (B. Goldham - J. McCreedy) 50 min 13 s — S. Schriner (L. Carr - B. Taylor) | 1-0 1-1 1-2 1-3  | S. Howe (S. Abel - J. Orlando) — 21 min 44 s - - |                  |
| T. Broda         | Gardiens | J. Mowers        |                                                  |                  |
|                  | |                  |                                                  |                  |
|                  | |                  |                                                  |                  |

## Honneurs remis aux joueurs et équipes
| Trophée                                                          | Joueur         | Équipe                 |
| ---------------------------------------------------------------- | -------------- | ---------------------- |
| Trophée Calder pour le meilleur joueur recrue                    | Grant Warwick  | Rangers de New York    |
| Trophée Hart pour le meilleur joueur                             | Tommy Anderson | Americans de Brooklyn  |
| Trophée Lady Byng pour le joueur avec le meilleur esprit sportif | Syl Apps       | Maple Leafs de Toronto |
| Trophée Vézina pour le meilleur gardien de but                   | Frank Brimsek  | Bruins de Boston       |

| Trophée                  | Équipe                 |
| ------------------------ | ---------------------- |
| Trophée Prince de Galles | Rangers de New York    |
| Trophée O'Brien          | Red Wings de Détroit   |
| Coupe Stanley            | Maple Leafs de Toronto |

### Équipes d'étoiles
| Position       | Première équipe | Première équipe        | Deuxième équipe | Deuxième équipe        |
| Position       | Joueur          | Équipe                 | Joueur          | Équipe                 |
| -------------- | --------------- | ---------------------- | --------------- | ---------------------- |
| Gardien de but | Frank Brimsek   | Bruins de Boston       | Turk Broda      | Maple Leafs de Toronto |
| Défenseur      | Tommy Anderson  | Americans de Brooklyn  | Pat Egan        | Americans de Brooklyn  |
| Défenseur      | Earl Seibert    | Black Hawks de Chicago | Bucko McDonald  | Maple Leafs de Toronto |
| Ailier gauche  | Lynn Patrick    | Rangers de New York    | Sid Abel        | Red Wings de Détroit   |
| Centre         | Syl Apps        | Maple Leafs de Toronto | Phil Watson     | Rangers de New York    |
| Ailier droit   | Bryan Hextall   | Rangers de New York    | Gordie Drillon  | Maple Leafs de Toronto |
| Ent.           | Frank Boucher   | Rangers de New York    | Paul Thompson   | Black Hawks de Chicago |